# Hermann von Schmid
Hermann Theodor von Schmid, född den 30 mars 1815 i Waizenkirchen i övre Österrike, död den 19 oktober 1880 i München, var en tysk författare.
Schmid blev 1843 aktuarie vid polisen i München och 1848 domstolsassessor, men avskedades 1850 för sitt politiska engagemang. Han debuterade med sorgespelet Camoens (1843), som mottogs med bifall, och vann sedermera stor popularitet främst genom sina skildringar ur det bayerska folklivet, vilka han efter Anzengrubers föredöme dramatiserade och vann framgång med på Münchens Volksteater. Särskilt märks Alte und neue Geschichten aus Bayern (1861), berättelsen Almenrausch und Edelweiss (1864), Bayrische Geschichten (samma år), romanen Mütze und Krone (1869), folkdramerna Der Tatzelwurm (1873), Vineta (1875) och Die Auswanderer (samma år), sorgespelen Columbus (1857) och Rose und Distel (1876) med flera. Gesammelte Schriften utkom 1873-84 i 50 band (ny upplaga 1889-92).

## Utmärkelser
- Bayerska Sankt Mikaels förtjänstorden
- Bayerska kronorden

[Redigera Wikidata]